# S-процес
s-процесът, наричан също процес на бавно поглъщане на неутрони, е форма на нуклеосинтез, която протича в звездите при наличие на относително ниска неутронна плътност и междинни температури. При тези условия скоростта на поглъщане на неутрони от атомните ядра е бавно, в сравнение с радиоактивния бета разпад.
При s-процеса стабилен изотоп поглъща неутрон, но полученият радиоактивен изотоп се разпада до стабилна форма преди поглъщането на следващ неутрон. На s-процеса се дължи образуването на около половината от изотопите на елементите, по-тежки от желязото, поради което той играе важна роля за химическото развитие на галактиките. Той се отличава от по-бързия r-процес на поглъщане на неутрони.